# Uroš Đerić
Uroš Đerić (Serbian Cyrillic: Урош Ђерић; sinh ngày 28 tháng 5 năm 1992) là một cầu thủ bóng đá Serbia thi đấu ở vị trí tiền đạo cho câu lạc bộ Hàn Quốc Gangwon.

## Sự nghiệp
Sinh ra ở Trebinje, Đerić ra mắt với Radnički Nova Pazova ở Serbian League Vojvodina. Anh chuyển đến đội bóng Pháp Amiens trong kỳ chuyển nhượng mùa đông 2011. Sau đó, Đerić thi đấu trong thời gian ngắn tại (Inter Zaprešić) của Croatia và (VPS của Phần Lan), trước khi trở lại Serbia.
Vào tháng 8 năm 2013, Đerić ký hợp đồng với câu lạc bộ tại Serbian SuperLiga Radnički Niš. Anh rời đội bóng chỉ sau 6 tháng và gia nhập đội bóng ở Serbian First League Borac Čačak, lập tức giúp họ lên chơi ở hạng đấu cao nhất. Anh chuyển đến Mladost Lučani trong kỳ chuyển nhượng mùa đông 2016.
Vào tháng 7 năm 2016, Đerić được Sloboda Užice sở hữu. Anh là vua phá lưới của Serbian First League với 19 bàn ở mùa giải 2016–17. Vào tháng 6 năm 2017, Đerić anh chuyển đến đội bóng tại Serbian SuperLiga  Napredak Kruševac.
Vào tháng 1 năm 2018, Đerić chính thức chuyển đến Hàn Quốc và gia nhập câu lạc bộ tại K League 1 Gangwon.